# Верхогляд, Василий Карпович
Василий Карпович Верхогляд (укр. Василь Карпович Верхогляд; род. 15 ноября 1930 года, с. Устьяновка Шепетовского района Винницкой области Украинской ССР) — украинский политический деятель, депутат Верховной рады Украины II созыва (1994—1998).

## Биография
Родился 10 декабря 1945 года в селе Устьяновка Шепетовского района Винницкой (ныне Хмельницкой области) Украинской ССР.
С 1950 по 1953 год проходил службу в рядах Советской армии, после возвращения из армии с ноября 1953 года по май 1957 года был заведующим отделом школ и пионерии, секретарём Грицевского районного комитета ЛКСМУ Хмельницкой области.
С мая 1957 года по август 1962 года являлся секретарём партийной организации, заместителем председателя колхоза имени Фрунзе Хмельницкой области.
Окончил Львовский государственный университет имени Ивана Франко по специальности «учитель русского языка и литературы».
С августа 1962 года по 1963 год работал учителем Хуторской восьмилетней школы Шепетовского района Хмельницкой области, с 1963 года по ноябрь 1967 года был завучем, затем директором Орлинецкой восьмилетней школы Шепетовского района Хмельницкой области.
С ноября 1967 года по июнь 1969 года был секретарём партийной организации колхоза имени Фрунзе Хмельницкой области, с июня 1969 года по февраль 1979 года работал председателем колхоза имени Фрунзе Шепетовского района Хмельницкой области.
С февраля 1979 года по 1993 год работал председателем колхоза имени Горького села Судилков Шепетовского района Хмельницкой области, с 1993 года был заместителем председателя сельскохозяйственного предприятия «Урожай» села Судилков Шепетовского района Хмельницкой области.
Являлся членом КПСС, в дальнейшем был членом КПУ.
На парламентских выборах 1994 года был избран народным депутатом Верховной рады Украины II созыва от Шепетовского избирательного округа № 409 Хмельницкой области. В парламенте был членом Комитета по вопросам агропромышленного комплекса, земельных ресурсов и социально-экономического развития села, входил во фракцию Коммунистической партии Украины.